# ساوت بند (نبراسکا)
ساوت بند(به انگلیسی: South Bend) شهری در ایالت نبراسکا کشور ایالات متحده آمریکا است که جمعیت آن در سرشماری سال ۲۰۱۰ میلادی، ۹۹ نفر بوده‌است.